# 蔦田二雄

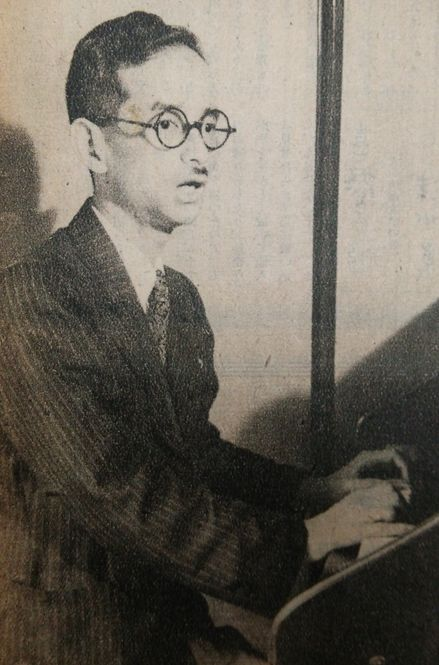
1947年

蔦田 二雄（つただ つぎお、1906年3月19日 - 1971年7月25日）は、日本のキリスト教（プロテスタント）牧師・伝道者、イムマヌエル綜合伝道団の創設者・初代総理（代表）。

## 生涯

### 幼少・青年期
1906年(明治39年)に英国領シンガポールで、歯科医師・蔦田顕理（つただけんり）を父として生まれる。シンガポール時代には、父と同じくメソジスト監督教会に所属し、青年会のメンバーとして活動していた。しかし、「新生」の経験はもっておらず、「善行を積み重ねることによって、神に受け入れられる」という信仰理解に立っていた。
青年時代は日本に戻って、岡山県で過ごす。その後、ロンドン大学に留学し、外交官を目指した。

### 新生経験
ロンドン留学への船上で、オーウェン・ガントレットと出会い、「信じる者は永遠のいのちを持ちます」（ヨハネの福音書6章47節、新改訳聖書）の聖書の言葉から、現在キリストにあって命を持っているという新生の経験を持つに到った。

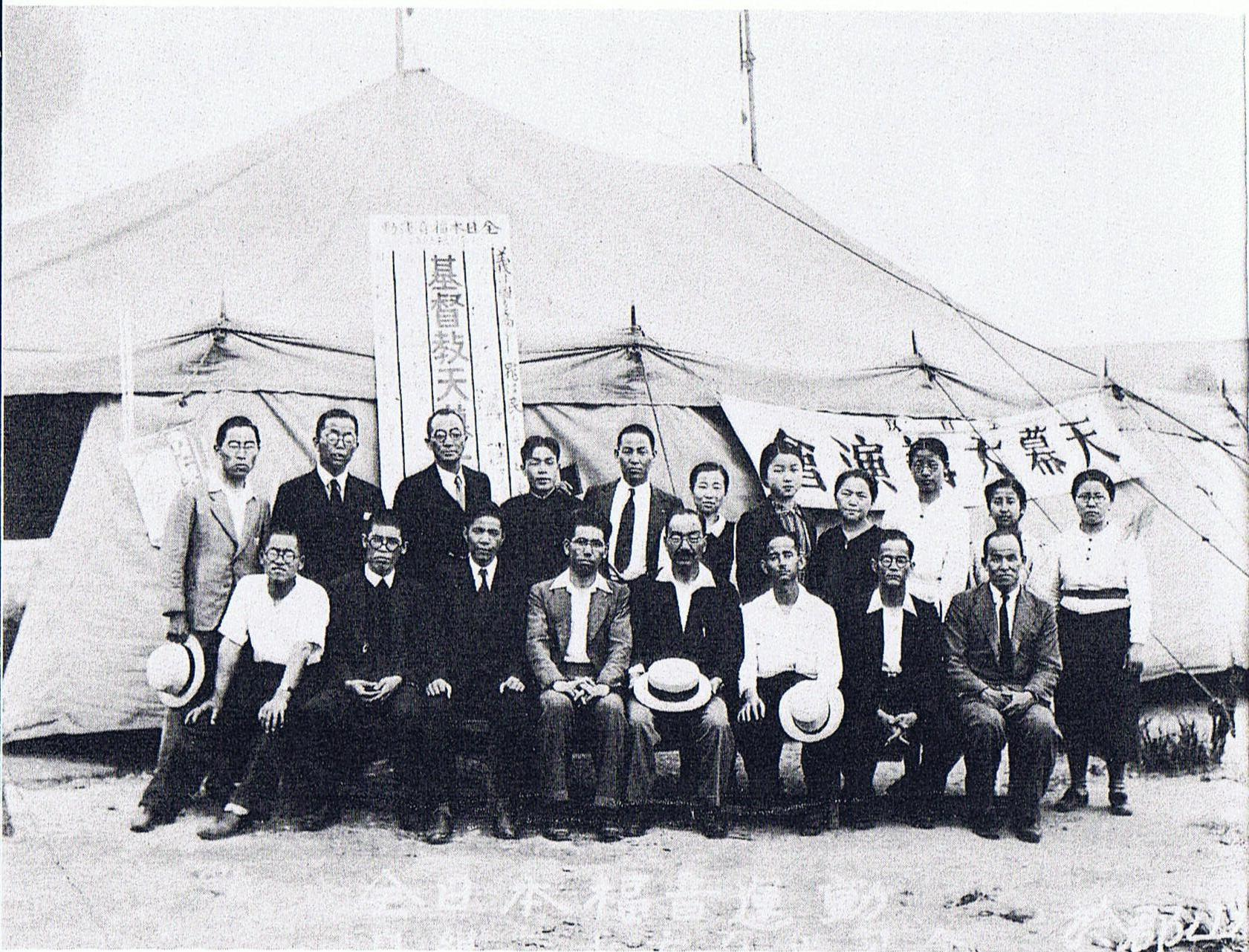
リバイバル・リーグ、1940年

### 日本ホーリネス教会時代
新生の経験後、外交官を目指すことをやめ、神からの福音の役者(えきしゃ)になる召命を受けたという認識を持つ。そして、福音の役者になる堅い決意を持ってに日本に帰国する。中田重治監督のもとで展開されていた日本ホーリネス教会の教役者になるために、柏木聖書学院に入学し、卒業後に日本ホーリネス教会の教役者として日本橋教会で牧会した。
1942年6月、東条英機内閣の宗教弾圧に遭い、2年間の巣鴨刑務所での独房生活を経験する。その間に「すべてが奪われても、神の臨在・同行を奪われることはない」という「インマヌエル」(「神が私たちと共にいます」という意味)の事実に対する信仰の確信を得た。将来、伝道者になる機会が再び訪れたなら「インマヌエル」（神が私たちと共にいます）の名で新しい働きを興すことを決意した。

### イムマヌエル総理時代
第二次世界大戦終戦直前、巣鴨プリズンから釈放された蔦田は、1945年(昭和20年)10月21日、他の2人のクリスチャンと共に「イムマヌエル綜合伝道団」を創設した。戦後の社会情勢を反映して、まず伝道団の「医務部」を千葉県船橋市に設けた。
翌1946年(昭和21年)3月「伝道部」が発足し、同年6月、イムマヌエル綜合伝道団の第1次年会が持たれた。1949年(昭和24年)にイムマヌエル聖宣神学院を創設し、初代院長就任する。
蔦田二雄は、イムマヌエル綜合伝道団の総理（代表）を務めながら、福音主義的な諸教会間の協力(超教派)のために働き、日本プロテスタント聖書信仰同盟、さらに、日本福音同盟の結成のために努力した。また、超教派の伝道集会であったビリー・グラハム国際大会の実行委員長にもなる。
また、広く国外にも関心を持ち、1960年代に日本の教会の中では、早期に世界宣教への取り組みを始め、イムマヌエル聖宣神学院の卒業生たちを国外へ、宣教留学生、また、宣教師として派遣した。

## 主な著作
- 「18世紀英国の危機とウェスレーの宗教運動」、イムマヌエル聖宣神学院、1957

イムマヌエル聖宣神学院の「メソジズム」のクラスのため、テキスト・ブックとして出版された。
- 「聖潔の生涯」、日本ウエスレー出版教会、1954
- 「喜悦の盈満」、日本ウエスレー出版教会、
- 「セキナの栄光」、日本ウエスレー出版教会、
- 「エプワースの流れ」、日本ウエスレー出版教会、1958

これらの書は、イムマヌエル丸の内教会(現・中目黒教会での「聖別会」でのメッセージをテープから起こしたもので、「聖化・きよめ」の主題が扱われている説教集である。第4の「エプワース流れ」は、ジョン・ウエスレーによる「標準説教」の幾つかが取り上げられ、その解説がなされている。
- 「インマヌエル二十年史」、イムマヌエル綜合伝道団、1965

- 「インド・東南アジア宣教紀行」、イムマヌエル綜合伝道団・国外宣教局、1967
- 「アフリカ・英米宣教紀行」（上下）、イムマヌエル綜合伝道団・国外宣教局、1967（上）、1968（下）
- 「カリブ海を越えて（ジャマイカ宣教紀行）」、イムマヌエル綜合伝道団・出版局、1970